# Leif Johansson (ishockeyspelare född 1964)
Leif Olof Patrik Johansson, född 12 juli 1964 i Skellefteå, är en svensk före detta ishockeyforward som spelade för Skellefteå AIK i Elitserien mellan säsongerna 1988 och 1990.
Efter att Skellefteå AIK halkat ur elitserien i ishockey, spelade han de kommande säsongerna med Mölndal Hockey, i allsvenskan.
Hans poängmässigt bästa säsong var 1987/88, när han spelade för moderklubben Clemensnäs IF. 

## Klubbar
- Clemensnäs IF (Moderklubb) 1983 - 1986
- Hammarö HC 1986 - 1987
- Clemensnäs IF 1987 - 1988
- Skellefteå AIK 1988 - 1990
- Mölndal Hockey 1990 - 1992
- Clemensnäs IF 1992 - 1993